# IC 1291
IC 1291 је спирална галаксија у сазвјежђу Змај која се налази на листи објеката дубоког неба у Индекс каталогу.
Деклинација објекта је + 49° 16' 43" а ректасцензија 18h 33m 52,4s. Привидна величина (магнитуда) објекта IC 1291 износи 13,0 а фотографска магнитуда 13,6. Налази се на удаљености од 31,5 милиона парсека од Сунца. IC 1291 је још познат и под ознакама UGC 11283, MCG 8-34-4, CGCG 255-6, KAZ 486, IRAS 18326+4914, PGC 62049.